# 우크라이나군
우크라이나군(우크라이나어: Збройні сили України, ZSU)은 우크라이나의 군대이다. 우크라이나에 대한 모든 침략에 대항하는 주요 억제력으로, 모든 군대와 보안군은 우크라이나 대통령의 지휘 아래 있으며 상설 의회 위원회인 최고 라다의 감독을 받는다.

## 조직
우크라이나군은 다음의 5개 군으로 구성된다.
- 우크라이나 육군
  - 13개 기계화여단, 2개 산악전투여단, 2개 기갑여단, 7개 로켓여단 및 포병여단 (2016년 기준, 약 17만 명)
- 우크라이나 해군[1]
- 우크라이나 공군
  - 우크라이나 방공군 (독립 군종이었으나 2004년 공군으로 편입됨)
- 우크라이나 공중기동군 (1992년 신설)
- 우크라이나 특수작전군 (2016년 신설)

### 준군사 조직
- 영토방위대 : 민병부대 (2021년 1월 조직)[2]
- 우크라이나 내무부 : 경찰
  - 우크라이나 국가친위대 : 대테러 작전, 주요시설 방호[3]
- 우크라이나 국경수비대 : 국경 경비부대
  - 해안경비대 (국경수비대 소속)
- 우크라이나 보안청 : 정보기관